# Parafia św. Jakuba Apostoła w Żabnie
Parafia świętego Jakuba Apostoła w Żabnie – parafia rzymskokatolicka, znajdująca się w archidiecezji poznańskiej, w dekanacie lubońskim.